# Ejido Eréndira
Ejido Eréndira ist ein Dorf in der Gemeinde (municipio) Ensenada im mexikanischen Bundesstaat Baja California. Ejido Eréndira hatte beim Zensus 2010 1.461 Einwohner.
Das Dorf liegt einen Kilometer von der Westküste Niederkaliforniens entfernt auf einer Höhe von 46 Meter. 